# 背中からI Love You
「背中からI Love You」（せなかからアイ・ラヴ・ユー）は、西城秀樹の48枚目のシングル。1984年7月5日にRCAから発売された。

## 解説
- 売野雅勇の作詞による初めての作品である[2]。
- 空前の洋楽ブームの影響で、ケニー・ロギンスの「フットルース」をうまく取り入れたアレンジになっている[3]。
- オリコンでは最高位30位（100位内7週）、3.3万枚のセールスだった[1]。

## 収録曲
（全作詞：売野雅勇／作曲・編曲：後藤次利）
1. 背中からI Love You
2. パシフィック